# Podlesnaja Tawła
Podlesnaja Tawła (ros. Подле́сная Та́вла, erzja Вирь Тавла, Viŕ Tavla) – wieś (sieło) w Rosji, w Mordowii, w rejonie koczkurowskim. W 2010 roku liczyła 608 mieszkańców.
Wioska położona jest nad niewielką rzeką Tawłą, w pobliżu lasu. Nazwa to toponim, zawierający turkijskie elementy leksykalne: tau/tav – góra. Według Dmitrija Cygankina, ugrofińskiego językoznawcy w dosłownym tłumaczeniu Tawła oznacza górzysty.
Pierwsza wzmianka o miejscowości znajduje się w Sarańskiej księdze celnej (Саранской таможенной книге) z 1692.
Akt notarialny z 1706 wymienia 57 gospodarstw w miejscowości. W latach 1866–1869 parafianie własnym kosztem wybudowali drewnianą cerkiew Narodzenia Pańskiego (nie zachowała się do czasów współczesnych). Spis miejscowości guberni Penza (Список населённых мест Пензенской губернии) z 1869 wspomina, że we wsi znajdują się 183 gospodarstwa, 3 młyny i olejarnia.  W 1929 założono komunę Erzjan zorja (Эрзянь зоря), a w 1931 powstały kołchozy Erzja (Эрзя) i Czerwony traktor (Красный тракторi). W 1939 roku kołchoz powiększono. W 2001 roku przekształca się w Tawła sp. z o. o.
W miejscowości znajduje się dom kultury, szkoła podstawowa, a także Podleśno-Tawłowska Eksperymentalna Dziecięca Szkoła Artystyczna (Подлесно-Тавлинская экспериментальная детская художественная школа). 6 września 2006 otwarto dom-muzeum Etno-Kudo, nazwany imieniem W. I. Romaszkina.
Drewniana cerkiew została całkowicie zniszczona w czasach sowieckich. Po utworzeniu diecezji sarańskiej i mordowskiej jednopiętrowy drewniany budynek dawnej stołówki PGR-u został w 2001 przekazany odnowionej parafii, następnie został przebudowany, wzniesiono złoconą kopułę z krzyżem, zbudowano małą dwukondygnacyjną ośmioboczną dzwonnicę, zwieńczoną czterospadowym dachem z małą kopułą.
W Podlesnej Tawle urodzili się
- Iwan Kudaszkin (Иван Кудашкин) – bohater ZSRR[11]
- Piotr Riabow (Пётр Рябов), znany również jako Kalaganon Kerjaz (Калаганонь Керяз) – rzeźbiarz[12]